# Mimudea fracidalis
Mimudea fracidalis là một loài bướm đêm trong họ Crambidae.